# D 040 (Türkei)
Die Straße D 040 (Devlet yolu 040) ist eine 111 km lange Straße im Norden der Türkei. Sie führt von Şebinkarahisar nach Osten bis Kelkit, wo sie an der D 885 endet.

## Verlauf
Die Straße beginnt an der D 865 und führt generell nach Osten an Alucra vorbei und über den Pass Fındıkbeli Geçidi (1700 m) nach Şiran. Von dort überschreitet sie den Pass Çilhoroz Geçidi (1625 m) und endet in Kelkit.